# Manson (motorfiets)
Manson is een historisch merk van motorfietsen.
Dit was een Amerikaans merk uit het begin van de twintigste eeuw dat motorblokken van de Aurora Automatic Machine and Tool Company in eigen frames monteerde.